# 존 케리
존 포브스 케리(John Forbes Kerry, 문화어: 죤 케리, 1943년 12월 11일~)는 미국의 정치인이다. 1977년부터 1979년까지 미들섹스 카운티 보조 지방검사로 있다가 1983년 1월부터 1985년 1월까지 제66대 매사추세츠주의 부지사를 지냈으며, 1985년부터 2013년까지 매사추세츠주의 연방 상원의원을 지냈다.
2008년 1월 10일, 제44대 미국 대통령 선거전에서 버락 오바마를 공식 지지하였다. 2004년 대선에서 민주당 후보로 출마하였으나, 당시 현직 대통령이었던 공화당 후보 조지 W. 부시에게 286 대 251(원래는 252표)로 패배했다.
2009년 1월부터 2013년 2월까지 미국 상원 외교위원회 위원장을 지내다가 2013년 2월 1일부터 2017년 1월 19일까지 힐러리 클린턴의 뒤를 이어 2기 오바마 행정부의 국무장관을 지냈다.

## 어린 시절
콜로라도주 덴버에서 태어난 케리는 거의 자신의 어린 시절을 집의 멀리서 보냈다. 그의 부친 리처드는 군대의 해외 근무에서 일하였다. 케리와 그의 3명의 형제 자매들은 로마 가톨릭 신앙에 자라왔고, 그는 당시 복사를 지내기도 하였다.
10대 시절 동안 케리는 뉴햄프셔주 콩코드에 있는 엘리트 층의 기숙사 학교인 세인트폴 학교에서 수학하였다. 그는 그러고나서 예일 대학교에서 정치학을 전공하러 갔다. 1966년 자신의 학사 학위를 완료한 후 케리는 미국 해군에 복무하러 지원하였다. 그는 포함 장교로서 베트남 전쟁에서 싸웠다. 용감하고 영웅적인 군인으로 증명한 그는 은성훈장, 동성훈장과 3개의 퍼플 하트 훈장을 포함한 몇몇의 군사적 영예를 얻었다.
자신의 전쟁 시기의 경험들에 의하여 깊이 영향을 받은 케리는 1960년대 후반에 귀국한 후 다른 베테랑들을 후원하는 일을 하였다. 그는 미국 베트남 전쟁 베테랑 위원회를 함께 창립하고 전쟁에 대항하는 베테랑들을 위한 연설자가 되었다. 1971년 케리는 상원 외교 관계 협회의 회원들에게 분쟁에 관하여 연설하였다.

## 상원 시절

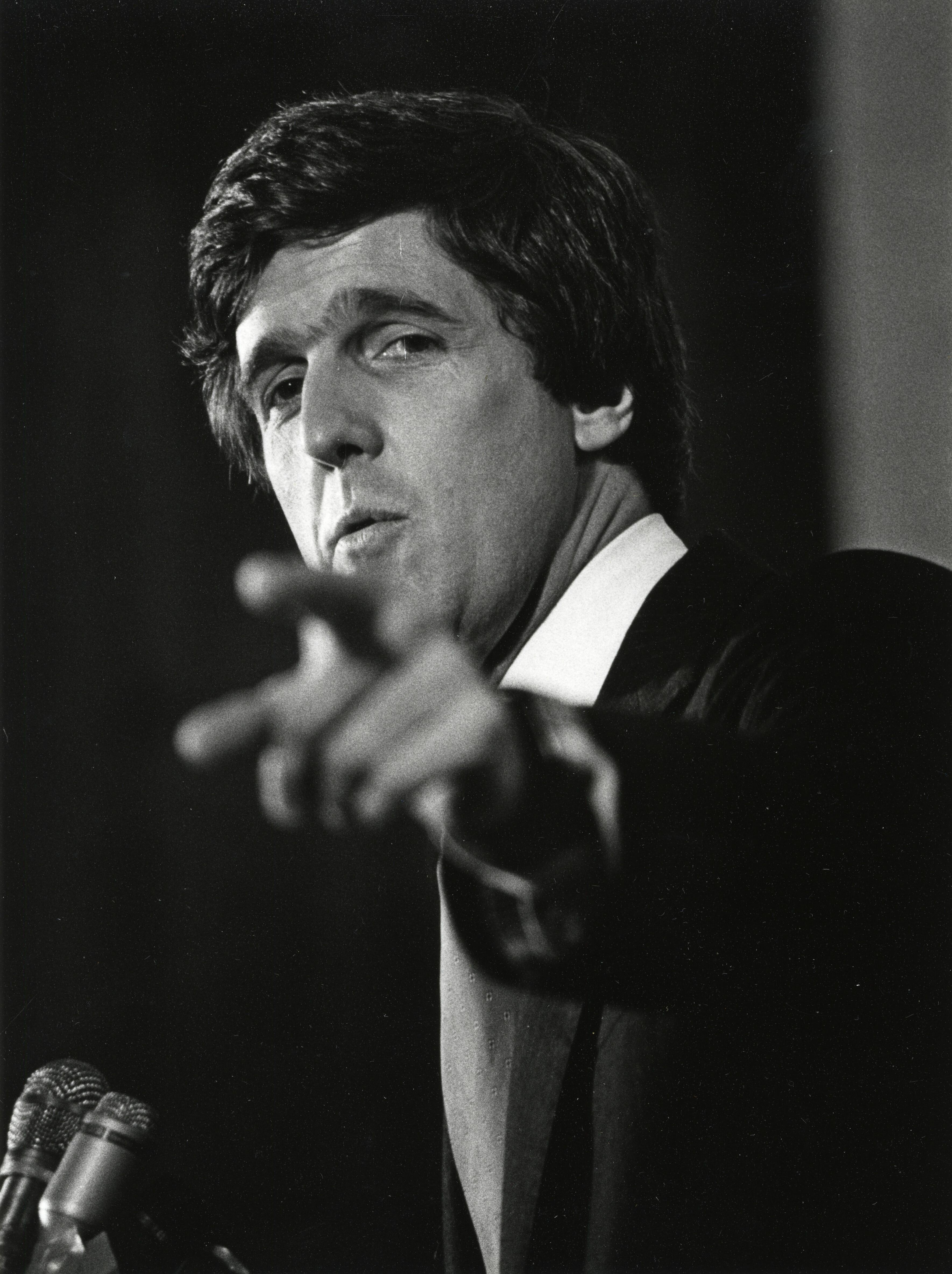
1984년 상원 선거에서

케리는 1972년 관청을 위하여 자신의 첫 입찰을 이루었으나 미국 의회를 위하여 나가는 자신의 시도에서 실패하였다. 케리는 그러고나서 법률 경력을 수행하고, 1976년 보스턴 칼리지 로스쿨에서 법무 박사(J.D.) 학위와 졸업하여 즉시 매사추세츠주 미들섹스 카운티의 보조 지방 검사로서 당시를 위하여 공직에서 일하였다.
개인 영업에서 몇년 후, 케리는 1982년 자신의 첫 정치적 지위를 취하였다. 그는 마이클 듀카키스 아래에서 매사추세츠주의 부지사를 지냈다. 케리는 곧 국가의 무대로 옮겨
1984년 매사추세츠 주의 상원 의석들 중의 하나를 이겼다. 그는 1990년, 1996년, 2002년과 2008년에도 재선되었다.
상원을 지내는 동안 케리는 급진 지지의 입법자로서 평판을 얻었다. 그는 자유 무역, 확장적인 미국의 외교와 군사 정책, 교육에서 투자, 환경 보호와 첨단 기술의 신경제의 발전을 성원하였다. 그는 또한 지속적으로 베테랑들의 대표로 일하였고, 베트남에서 전쟁 포로가 남지 않은 것을 확신시키는 데 상원 위원회를 지도하였다.

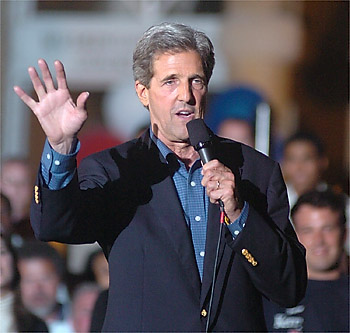
오하이오주 제인빌에서 대선 운동 중이 케리

## 대통령 후보
2004년 케리는 대통령을 위하여 민주당 후보의 지명을 이겨 조지 W. 부시 대통령을 비난하는 자신의 선거 운동 노력들의 거의에 전념하였다. 케리는 부시의 외교 정책, 특히 이라크 분쟁의 다루는 것을 반대하였다. 케리가 이라크 전쟁을 수행하는 데 대통령에게 권위를 주는 데 투표하였어도 그는 후에 앞뒤로 정치하는 한복판에 국가를 위하여 87억 달러의 원조 정책에 대항하는 데 투표하였다.

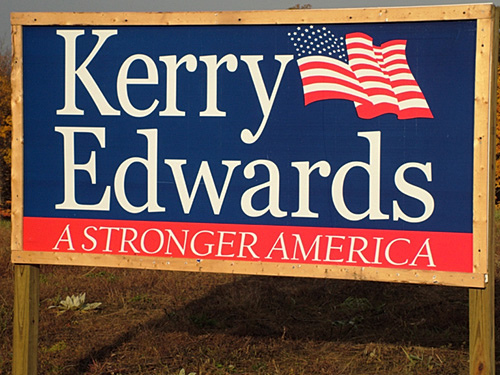
케리와 존 에드워즈의 대선 슬로건

7월 케리는 노스캐롤라이나주의 상원이자 전 법정 변호사 존 에드워즈를 자신의 러닝메이트로 선택하였다. 그달 후반에 케리와 에드워즈는 보스턴에서 열린 민주당 전당 대회에서 빌 클린턴 부부, 지미 카터, 매들린 올브라이트와 다른 이들에 의하여 가입되었다. 11월 열정적 싸움과 가끔 격심한 운동을 벌인 후, 케리는 재직자 부시에게 대통령 선거를 양보하였다.

## 국무장관
자신의 실패한 대통령 입찰 후, 케리는 지속적으로 미국 상원에서 강한 존재를 나타냈다. 그는 2009년 상원 외교위원회의 의장이 되어 몇년 동안 그 자격에서 지냈다. 2011년 케리는 적자 축소에 합동 조사 위원회의 12명의 일원들 중의 하나로서 국가의 국고 문제들을 해결하는 도움을 주는 데 청해졌다.
2012년 12월 버락 오바마 대통령은 힐러리 클린턴의 뒤를 이어 자신의 다음 국무장관이 되는 데 케리를 임명하였다. 오바마는 케리의 10년간 정치적 경험의 이유로 직위를 위한 관념적인 후보로 그를 숙고하였다. 오바마는 기자 회견에서 이렇게 말하였다. - "존은 거의 30년 동안 모든 주요 외교 정책의 토론에서 중앙적인 역할을 하였다"
케리의 후보 지명은 2013년 1월 29일 94 대 3의 투표와 함께 상원의 막대한 다수에 의하여 찬성되었다. 동료 민주당 상원 밥 메넨데스는 "케리 상원은 세계의 정치적과 군사적 지도자들에게 도입이 필요없을 것이고 미국의 외교 정책의 복잡들 뿐만이 아닌 완전 정통한 하루를 시작할 것이나 국제적 무대들의 군중에 활동할 수 있다."고 진술하였다.

### 시리아

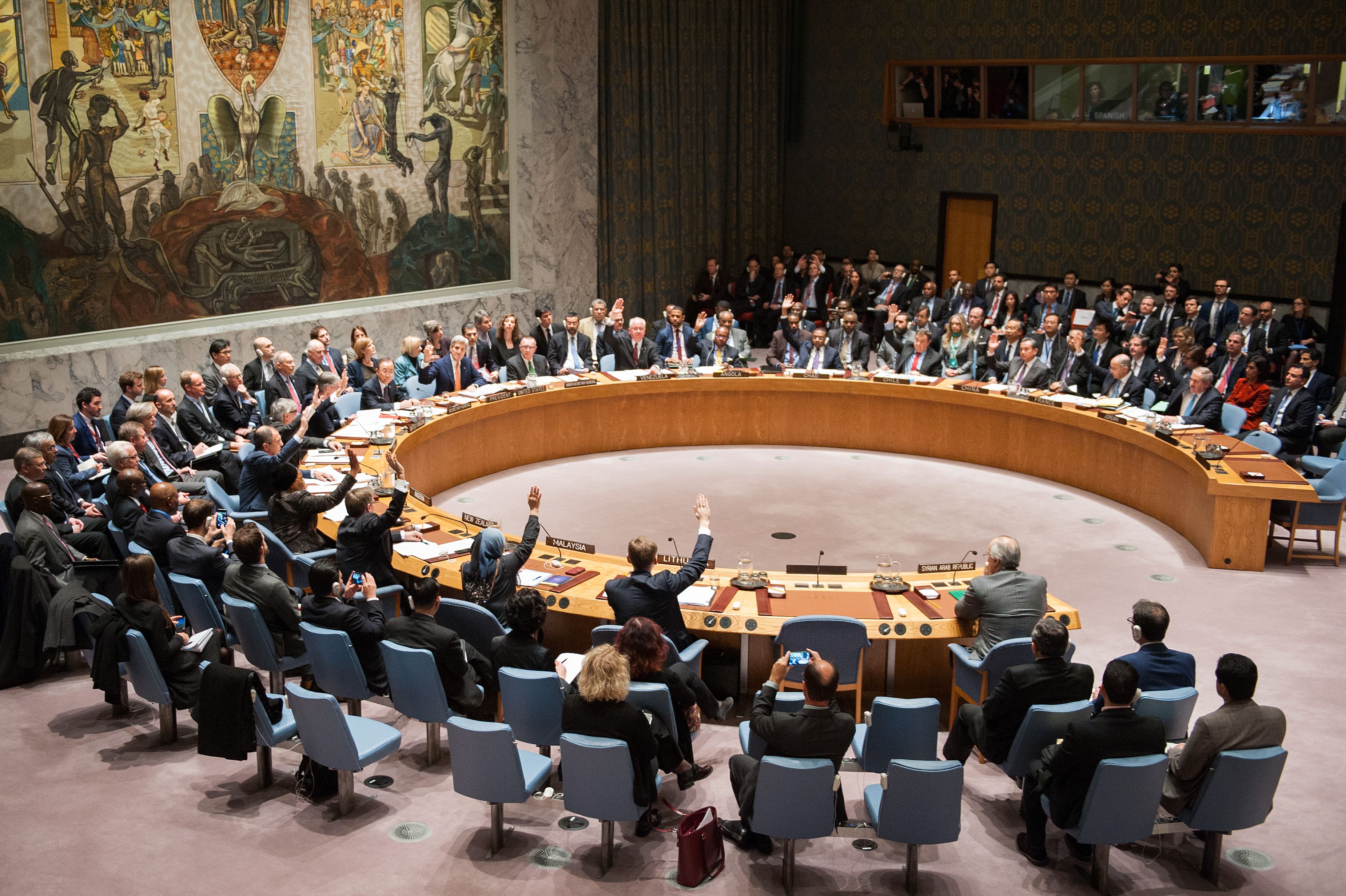
유엔 안보리에서 케리 국무 장관이 시리아 문제에 투표하는 모습

국무장관으로서 케리의 거대한 도전들 중의 하나는 시리아에서 반란군과 바샤르 알아사드가 이끄는 정부 사이에 분쟁으로 지내왔다. 2013년 8월 후순에 그는 화학 무기들이 알아사드의 군사들에 의하여 시민들에 이용되어 왔다고 확신시켰다. 케리는 기자 회견에서 "이 무기들의 사용이 도덕의 아무 관례를 무시한다"며, "화학 무기들에 의한 시민들의 무차별 학살, 여성과 어린이와 죄없는 방관자들의 살인은 도덕적 외설 행위이다"고 말하였다. 케리는 오바마 대통령이 시리아 정부가 이 잔인하고 어리석은 행위에 책임을 지어야 한다는 것을 믿는다고 진술하였다.
미국에 의하여 시리아에 타격의 가능성으로 주목들에 오바마의 공고에 이어 다른 국가들 중에 러시아는 시리아가 최후적으로 그 화학 무기들을 파괴시키는 계획을 협상하는 데 동의하였다. 케리는 그해 9월 러시아의 외교관 세르게이 라브로프와 합동 기자 회견을 가지는 동안에 공고하여 시리아와 처리를 위한 현상들은 진행 중이었고, 동의서의 안에 많은 기대들이 있던 동안에 그 일은 아직도 자신이 믿은 해결이 도달할 수 있었다고 말하였다. 케리는 또한 당시 시리아에 대항하는 미국의 군사 활동이 아직도 목록에 놓인 선택권이었다고 진술하였다. 다가오는 해에 이슬람의 테러 단체 이슬람 국가와 제휴된 목표들을 향하여 미국이 폭탄 투하에 교전하면서 국가의 지참금은 증가적으로 그 기구의 세력 아래로 떨어졌다.
2016년 9월 케리는 시리아 정권이 또한 후원한 시리아에서 휴전에 미국과 러시아가 왔다고 공고하였다. 정책은 시민 사상자들을 줄이는 데 도움을 준 야당 공격으로부터 알아사드의 공군을 방지하려 했다.

### 이란

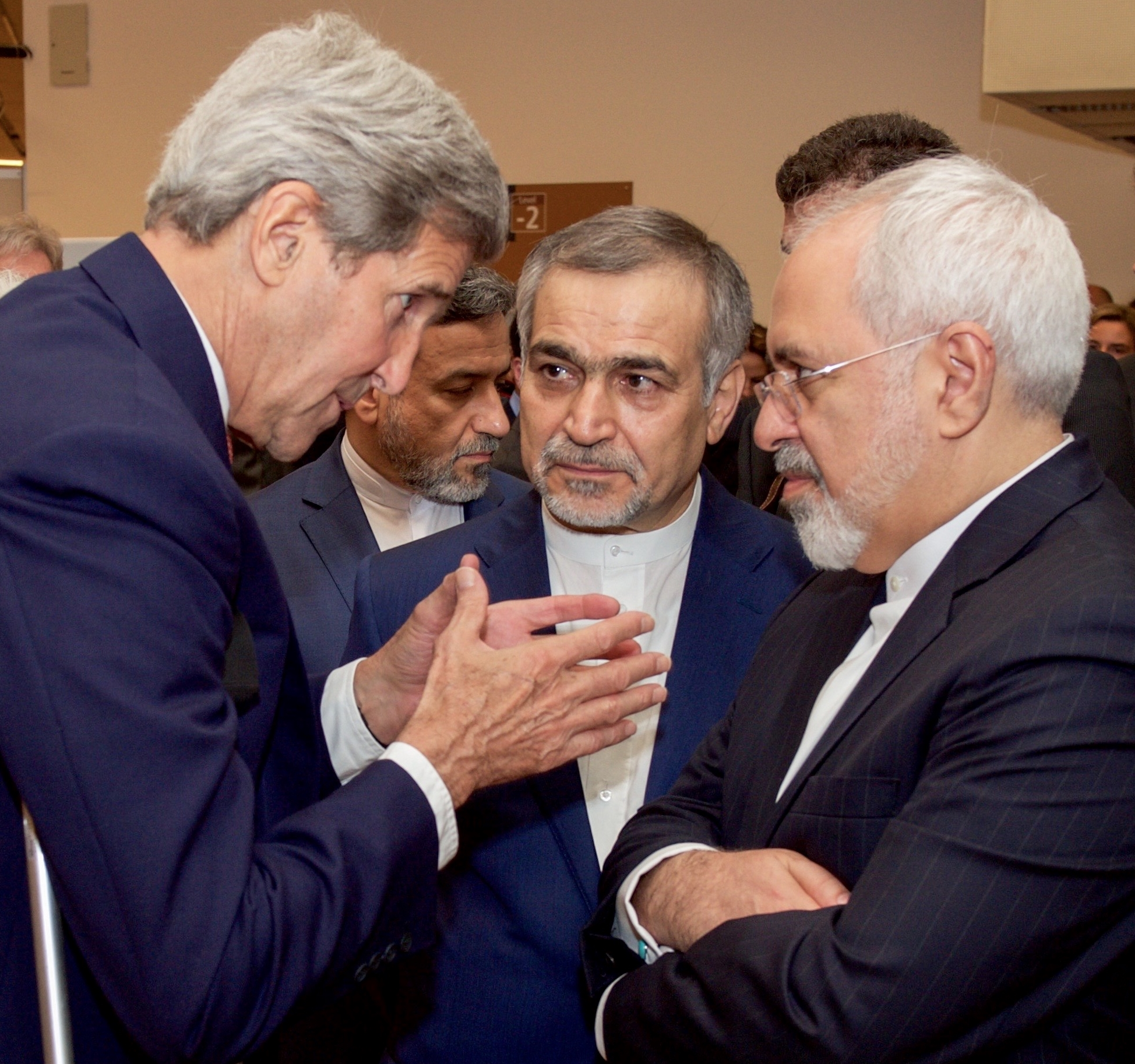
빈에서 포괄적 공동행동계획이 열리는 동안 이란의 대통령 특별 보자관 호세인 페리이둔과 외무장관 모하마드 자바드 자리프와 함께

2013년 9월 케리는 또한 이란의 외무장관 모하마드 자바드 자리프와 만나 양국의 고급 관리들로부터 끌어넣은 이야기들에 처음으로 특색을 지었다. 오바마 대통령과 이란의 지도자 하산 로우하니 사이에 교환된 편지들과 더불어 이 운동은 미국 - 이란 간의 관계들에서 가능한 긴장 완화로 이끌었다.
이란과 케리의 외교적 노력들은 11월 청산되기 시작하였다. 미국은 이란과 그 핵무기 프로그램에 관해서 동의서에 도달하였다. 이 거래에서 이란은 제재들을 쉽게 하기 위한 교환에서 그 우라늄을 풍부하게 하는 프로그램을 억제하는 데 보증하였다. 텔레비전 프로그램 〈State of the Union〉에서 케리는 협정을 후원하지 않은 이스라엘을 포함하여 비판들을 응답하였다. 그는 "우리는 이란의 핵무기 프로그램이 사실 거꾸로 세워진 이유로 매우 강하게 믿으며, 만약 당신이 그냥 지속적으로 길의 아래로 가는 것과 그들이 핵무기를 향하여 서두르는 것보다 이스라엘을 위하여 더 낳은 비판적인 장소들로 잠겼다"고 말하였다.
2015년 4월 이란과 몇몇의 국제 정부들 사이에 케리가 이끄는 회담들은 결국 이란의 핵무기 능력들을 억제하는 데 지어진 관점의 동의서로 이끌었다. 관점과 함께 이란의 핵무기 활동들에 강한 태도와 요구된 조사들의 필요한 수준으로 왔다. 관점은 6월 30일 안으로 찬성된 협정에서 정상화 되는데 예정되었으나 시험적인 동의서에 관하여 국제적 당들 사이에끊임없는 토론과 함께 몇몇의 최종 기한의 연장들은 빈에서 최종의 회담들이 열리는 동안에 창조되었다.
케리가 희망에 차 있으면서 전 상원은 활동에서 현실을 아는 것 같이 보였다. 그는 "만약 그것이 우리가 동의한 것에 믿지 않는 것이며 우리가 가져야 하는 것이 아니다면 우리는 거래에 서명하지 않을 것이다."고 말하였다. 복잡한 문제들은 이란이 예멘에서 반란자들에게 군사 후원을 마련하는 폭로들이었다. PBS 뉴스아워와 함께 인터뷰에서 그는 상황에 대하여 "이란은 지방이 불안정거나 국민들이 다른 국가들에서 국제적 경계선들을 건너 명백한 교전 상태에 있는 동안에 미국이 대기하지 않을 것을 인정해야 한다"고 말하였다.
7월 14일 케리와 협상자들은 동의서에 올 수 있었다 - 이전에 이란에 놓인 경제적 제재들은 핵무기들의 개발을 억제하는 국가를 위한 교환에서 향상되었다. 한정된 금지령은 또한 탄도탄과 무기의 다른 형성들의 획득에 강요되었다. 아직 주요 논쟁들이 생기지 않았고, 베냐민 네타냐후 이스라엘 총리가 함께 강하게 동의서를 반대하면서 미국에서 의회적 공화당원들은 협정에 도전하는 계획을 세우고 있었다.

## 가족
1995년 케리는 전 상원의원 존 하인즈의 미망인이자 하인즈 부호의 상속인 테레자 하인즈와 결혼하였다. 그는 이전의 결혼 생활로부터 2명의 딸 알렉산드라와 바네사를 두었다. 테레자 여사는 3명의 아들 존, 안드레와 크리스토퍼를 두었다. 케리 부부는 보스턴에서 살고 있다.

## 역대 선거 결과
| 선거명      | 직책명                         | 대수  | 정당   | 득표율 | 득표수(선거인단)     | 결과 | 당락                       |
| ----------- | ------------------------------ | ----- | ------ | ------ | -------------------- | ---- | -------------------------- |
| 1972년 선거 | 하원의원(매사추세츠 제5선거구) | 93대  | 민주당 | 44.72% | 92,847표             | 2위  | 낙선                       |
| 1982년 선거 | 매사추세츠 부지사              | 66대  | 민주당 | 61.92% | 1,219,109표          | 1위  | 매사추세츠 부지사 당선     |
| 1984년 선거 | 상원의원(매사추세츠 제2부)     | 99대  | 민주당 | 54.99% | 1,393,150표          | 1위  | 매사추세츠주 상원의원 당선 |
| 1990년 선거 | 상원의원(매사추세츠 제2부)     | 102대 | 민주당 | 57.06% | 1,321,712표          | 1위  | 매사추세츠주 상원의원 당선 |
| 1996년 선거 | 상원의원(매사추세츠 제2부)     | 105대 | 민주당 | 52.20% | 1,334,135표          | 1위  | 매사추세츠주 상원의원 당선 |
| 2002년 선거 | 상원의원(매사추세츠 제2부)     | 108대 | 민주당 | 80.03% | 1,605,976표          | 1위  | 매사추세츠주 상원의원 당선 |
| 2004년 선거 | 미국의 대통령                  | 43대  | 민주당 | 48.27% | 59,028,444표 (251명) | 2위  | 낙선                       |
| 2008년 선거 | 상원의원(매사추세츠 제2부)     | 111대 | 민주당 | 65.86% | 1,971,974표          | 1위  | 매사추세츠주 상원의원 당선 |